# Maike Trach
Maike Trach (* 9. September 1991 in Frankfurt am Main) ist eine deutsche Fußballspielerin.

## Karriere
Trach begann bei den Kickers Viktoria Mühlheim mit dem Fußballspielen und wechselte später zum 1. FFC Frankfurt. Vor der Saison 2008/09 wurde sie von der dritten in die zweite Mannschaft befördert und bestritt in dieser Spielzeit insgesamt 20 Zweitligapartien. Im Sommer 2009 folgte dann der Wechsel zum Bundesligaaufsteiger 1. FC Saarbrücken, für den sie am 20. September 2009 (1. Spieltag) bei der 0:3-Heimniederlage gegen den 1. FFC Turbine Potsdam ihr Debüt in der Bundesliga feierte. Der erste Bundesligatreffer gelang ihr am 18. Oktober 2009 (5. Spieltag), als sie beim 2:2 gegen Tennis Borussia Berlin zum zwischenzeitlichen 1:0 traf. Nach dem Ende der Saison 2010/11 – Saarbrücken war als Tabellenvorletzter in die 2. Bundesliga Süd abgestiegen – zog sich Trach im Training einen Kreuzbandriss zu, wodurch sie in der Saison 2011/12 zu keinen weiteren Einsätzen kam. Nach einem im März 2012 erlittenen zweiten Kreuzbandriss war Trach in der Saison 2012/13 vereinslos und wechselte im Sommer 2013 zur Zweitvertretung der TSG 1899 Hoffenheim in die Regionalliga Süd. Mit dieser Mannschaft gelang ihr auf Anhieb der Aufstieg in die 2. Bundesliga Süd.

## Sonstiges
Trach studiert an der Universität Mannheim BWL.

## Erfolge
- Aufstieg in die 2. Bundesliga Süd 2014 (mit der TSG 1899 Hoffenheim II)